# Lo Ovalle (métro de Santiago)
Lo Ovalle est une station de la Ligne 2 du métro de Santiago, dans la commune de La Cisterna.

## Histoire
La station est ouverte depuis 1978. Son nom vient est parce qu'il est situé à l'intersection de la Gran Avenida avec la rue Carvajal est situé juste au-dessus de la station.